# Джон Лейфілд
Джон «Бредшоу» Лейфілд (англ. John «Bradshaw» Layfield, нар. 29 листопада 1966); справжнє ім'я Джон Чарльз Лейфілд (англ. John Charlies Layfield) — американський професійний реслер, відомий виступами в World Wrestling Entertainment (WWE), де він утримував титул чемпіона WWE протягом 280 днів. В даний час працює коментатором WWE і фінансовим аналітиком на каналі Fox News.

## В реслінгу
- Фінішер
  - Clothesline from Hell
- Улюблені прийоми
  - Abdominal stretch
  - Backbreaker rack
  - Bearhug
  - Big boot
  - Elbow drop
  - Eye poke
  - Flowing DDT
  - Last Call (Fallaway slam, sometimes from the second rope)
  - Sleeper hold
  - Swinging neckbreaker
- Музичні теми
  - «Born in the U.S.A.» від Брюса Спрінґстіна
  - «Cotton Eye Joe» від Rednex
  - «Protection» від Джима Джонсона
  - «Longhorn» від Джима Джонсона

## Титули і нагороди
- Catch Wrestling Association
  - CWA World Tag Team Championship (1 раз) — з Cannonball Grizzly
- Global Wrestling Federation
  - GWF Tag Team Championship (2 рази) — з Bobby Duncum, Jr. (1) і Black Bart (1)
- International Wrestling Institute and Museum
  - Lou Thesz Award (2012)[105]
- Memphis Championship Wrestling
  - MCW Southern Tag Team Championship (1 раз) — з Faarooq
- NWA Texas
  - NWA North American Heavyweight Championship (1 раз)
- Ohio Valley Wrestling
  - OVW Southern Tag Team Championship (1 раз) — з Ron Simmons
- Pro Wrestling Illustrated
  - PWI ставить його #5 оз топ 500 найкращих реслерів у 2005 році
  - PWI ставить його #496 з топ 500 найкращих реслерів у 2003 році
- United States Wrestling Federation
  - USWF Tag Team Championship (1 раз) — з The Equalizer
- World Wrestling Federation/Entertainment
  - Чемпіон WWE (1 раз)
  - Хардкорний Чемпіон WWE (17 разів)
  - Інтерконтинентальний чемпіон WWE (1 раз)
  - Чемпіон Сполучених Штатів WWE (1 раз)
  - Європейський чемпіон WWF (1 раз)
  - Командний чемпіон WWF (3 рази) — з Faarooq
  - Twentieth Triple Crown Champion
  - Tenth Grand Slam Champion
  - Slammy Award for Favorite Web Show of the Year (2013) — з Michael Cole і Renee Young за The JBL and Cole Show
- Wrestling Observer Newsletter нагороди
  - Найкращий гіммік (2004)
  - Найгірший матч року